# Вакцинація проти COVID-19 у Марокко
Вакцинація проти COVID-19 у Марокко — це кампанія масової імунізації населення Марокко проти COVID-19 під час пандемії коронавірусної хвороби. Міністерство охорони здоров'я країни схвалило наступні вакцини проти COVID-19: Oxford–AstraZeneca, Спутник V та Sinopharm BIBP. 28 січня 2021 року Марокко розпочало вакцинальну кампанію проти COVID-19 через тиждень після отримання першої партії вакцин Oxford–AstraZeneca та Sinopharm BIBP.

## Передумови
Уряд Марокко забезпечив доставку 66 мільйонів доз від різних виробників, зокрема від AstraZeneca та Sinopharm.

### Місцеве виробництво
У липні 2021 року було повідомлено, що марокканська фармацевтична фірма «Sothema» почне виробляти в країні 5 мільйонів доз вакцини Sinopharm BIBP на місяць.

## Хронологія

### Січень-березень 2021 року
У січні 2021 року Марокко схвалило наступні вакцини: Oxford–AstraZeneca, Спутник V та Sinopharm BIBP.
22 січня перша партія вакцини Oxford–AstraZeneca з 2 мільйонів доз прибула до Марокко.
27 січня перша партія вакцини Sinopharm BIBP з 500 тисяч доз прибула до Марокко.
11 і 16 лютого до Марокко прибули другі партії вакцин Oxford–AstraZeneca і Sinopharm BIBP загалом на 4,5 мільйона доз.
До кінця лютого в країні було введено 3,6 мільйона доз вакцини.
До кінця березня було введено 7,6 мільйона доз вакцини, а 22 % цільової групи населення були повністю вакциновані.

### Квітень-серпень 2021 року
8 квітня партія вакцини Oxford–AstraZeneca з 307200 доз, прибула до Марокко за програмою COVAX.
26 і 30 квітня дві партії вакцини Sinopharm BIBP з 1 мільйона доз прибули до Марокко.
До кінця квітня було введено 9 мільйонів доз вакцини, а 28 % цільової групи населення були повністю вакциновані.
15–16 травня до Марокко прибула партія вакцини Oxford–AstraZeneca з близько 650 тисяч доз.
19 і 23 травня дві партії вакцини Sinopharm BIBP з близько 4 мільйонів доз прибули до Марокко.
До кінця травня було введено 14 мільйонів доз вакцини, а 35 % цільової групи населення були повністю вакциновані.
За перші 5 місяців вакцинальної кампанії майже 10 мільйонів осіб отримали перше щеплення, а 9,1 мільйона були повністю вакциновані.
До кінця червня було введено 19 мільйонів доз вакцини, а 59 % цільової групи населення були повністю вакциновані.
13 і 17 липня дві партії вакцини Sinopharm BIBP по 2 мільйона доз прибули до Марокко.
До кінця липня було введено 24 мільйони доз вакцини, а 68 % цільової групи населення були повністю вакциновані.
До кінця серпня було введено 33 мільйони доз вакцини, а 88 % цільової групи населення були повністю вакциновані.

### Вересень-грудень 2021 року
До кінця вересня було введено 41 мільйон доз вакцини, а 19 мільйонів осіб були повністю вакциновані. Усе цільове населення було повністю вакциновано до середини вересня.
До кінця жовтня було введено 46 мільйонів доз вакцини, і 22 мільйони осіб були повністю вакциновані, що перевищувало цільову кількість населення.
До кінця листопада було введено 47 мільйонів доз вакцини, а 23 мільйони осіб були повністю вакциновані, що перевищувало цільову кількість населення.
До кінця грудня було введено 50 мільйонів доз вакцини, і 23 мільйони осіб були повністю вакциновані, що перевищувало цільову кількість населення.

### 2022 рік
До кінця січня 2022 року було введено 52 мільйони доз вакцини, і 23 мільйони осіб були повністю вакциновані, що перевищувало цільову кількість населення.
До кінця лютого було введено 54 мільйони доз вакцини, і 23 мільйони осіб були повністю вакциновані, що перевищувало цільову кількість населення.
До кінця березня було введено 54 мільйони доз вакцини, і 23 мільйони осіб були повністю вакциновані, що перевищувало цільову кількість населення.
До кінця квітня було введено 54 мільйони доз вакцини, і 23 мільйони осіб були повністю вакциновані, що перевищувало цільову кількість населення.

## Вакцини
Марокко отримало 7 мільйонів доз вакцини Oxford–AstraZeneca проти COVID-19 та 16,5 мільйонів доз вакцини Sinopharm BIBP.
| Вакцина            | Схвалення     | Застосування  |              | Замовлені дози |
| Sinopharm BIBP     | Так           | 28 січня 2021 | 45 мільйонів |                |
| Oxford–AstraZeneca | 6 січня 2021  | 28 січня 2021 | 20 мільйонів |                |
| Спутник V          | 10 січня 2021 | Ні            | –            |                |

| Вакцина        | Тип (технологія) | I фаза   | II фаза  | III фаза |
| -------------- | ---------------- | -------- | -------- | -------- |
| Sinopharm WIBP | Інактивована     | виконано | виконано | виконано |

## Пріоритетні групи
За заявами влади Марокко, кампанія з вакцинації в першу чергу спрямована на працівників охорони здоров'я, сил безпеки та осіб старших 75 років.